# 臺灣省城大北門
臺灣省城大北門（又稱望月亭）位於臺中市北區，於民國九十五年（2006年）11月17日公告為歷史建築。為臺中公園內之清代紀念物，雖經修建已非原貌，但仍具研究及保存價值。  

## 歷史
光緒十三年（1887年）劉銘傳來臺勘察後，確定選擇橋仔頭作為省會，亦為臺灣府府治所在，周圍改為臺灣縣，而原臺灣府與臺灣縣則改成臺南府安平縣。光緒十五年（1889年）八月始，由臺灣府臺灣縣知縣黃承乙監造、吳鸞旂為總理，工人則主要來自兵勇，另外還有從上海招募來的50名木工與泥水匠師。築城費用共21萬5000銀兩，由彰化、苗栗、雲林、臺灣四縣的經費分攤。然而城尚未築完便於光緒十七年（1891年）二月停工，接任劉銘傳的邵友濂更是在光緒二十年（1894年）二月將省會移到臺北府，之後因經費不足，直到乙未割臺（1895年）時城池仍處於未完工狀態。
1903年，台灣總督府開始進行市區改正工程，將門樓保留移建於中之島公園（今臺中公園）內。2006年11月17日，臺中市文化局將大北門登錄為歷史建築。2014年12月10日，臺中市文化資產處再將門樓匾額以「大北門曲奏迎神匾」登錄為一般古物。「大北門曲奏迎神匾」於2015年蘇迪克颱風時掉落損毀，文資處在2016年發包修復，承包廠商為泓澤藝術創作坊。

## 外部連結
- 臺中市文化資產處—臺灣省城大北門 （页面存档备份，存于）